# Edsilia Rombley

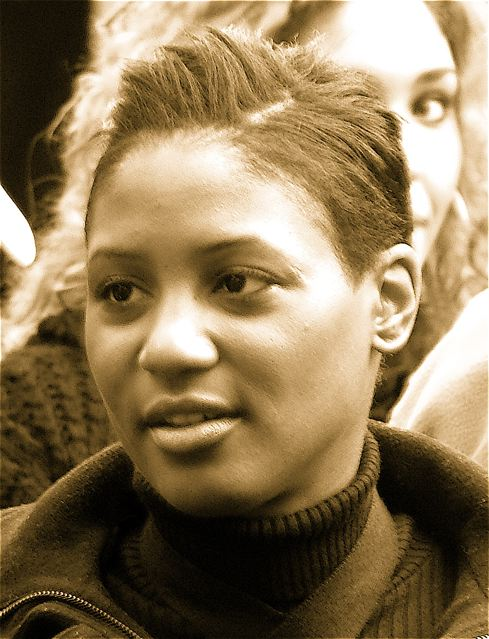
Edsilia Rombley

Edsilia Rombley (n. 13 februarie 1978) este o cântăreață neerlandeză. Ea a reprezentat Țările de Jos la Concursul Muzical Eurovision 1998 și 2007.
În 2021, aceasta a fost prezentatoare la Concursul Muzical Eurovision, care a avut loc la Rotterdam.